# David Butler (manusförfattare)
David Dalrymple Butler, född 12 november 1927 i Larkhall, död 27 maj 2006 i London, var en skotsk manusförfattare. Han blev Oscarsnominerad för De fördömdas resa (1976) i kategorin bästa manus efter förlaga. För samma insats blev han dessutom Golden Globe-nominerad i kategorin bästa manus. En Emmy Award-utmärkelse vann han år 1986 för manuset till miniserien Mountbatten - Frihetens timma.